# Illyrikon Regio
L'Illyrikon Regio è una struttura geologica della superficie di Io.